# コガネグモ属
コガネグモ属 Argiope は、コガネグモ科に所属するクモの分類群の一つ。よく知られた身近なクモであるコガネグモなどを含む。

## 概要
コガネグモははっきりした模様を持つ大柄なクモであり、日本では北海道にはいないものの大部分の地域で普通種であり、古くから馴染まれたクモである。『日本を代表する……美しいクモ』との評もある。類似の種の幾つかも同様に普通種であり、広く馴染まれたものである。
それらは比較的はっきりした共通の特徴があり、見かけの上でも共通性が多い。習性の上でもさほど大きくない垂直円網を作り、中央に陣取り、はっきりした隠れ帯を作る等、共通点が多い。
人家周辺や人里にも多く生息し、よく知られているために、クモの典型といった印象が強く、生活にも関わりが深い。これは、アメリカやヨーロッパでもそうであるらしい。

## 特徴
おおよそ共通する特徴として、以下のようなものがある。
しっかりした体と歩脚のクモだが、大柄なものでも、あまり体が高く盛り上がることは少ない。頭胸部も比較的平らで、腹部がやや盛り上がるにしても、背面にオニグモのような突起がある例はない。性的二形ははっきりしている。雌雄ではっきりした大きさの差があり、雄は形は雌に似ているが、遙かに小さい。

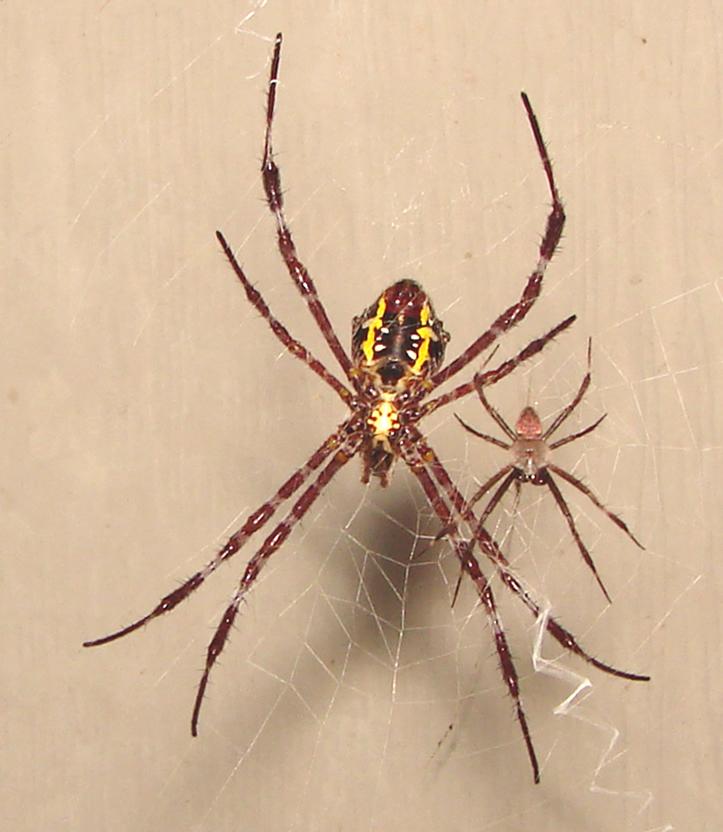
A. appensa
雌（腹面）と雄（背面）

頭胸部では、頭部と胸部の区別がはっきりしているのが特徴の一つになっている。上から見ると、胸部は両側が丸く広がっているのに対して、その前の部分の狭くなった部分から、それより幅の狭い四角形に頭部が突き出しているように見える。頭部の前の方の両側の端に前後の側眼があり、中眼は中央に寄る。また、後列眼は前曲（中眼が側眼より後ろ）で、後中眼が後ろ寄りにある。胸部の中央にある中窩（頭部と胸部の区別できる溝）は横向きに入る。
腹部は大まかながら前端が平らで後方にやや広まり、後端に向かって狭まるため、五角形に近い形になる。ただしこれにも様々な例があり、極端なものとして、オーストラリアなどに生息するA.protensaは腹部後端が尖った円錐状に後方に伸び、腹部全体の長さの半分をこの突起部が占める。そのためにこの種の英名はTeardrop spiderである。
背面には日本産の種では黄色と黒の横縞模様が出るが、国外のものではまだら状やその他色々な場合がある。ただしこれは雌の場合で、雄では模様自体がはっきりしないものが多い。そのために雄では種の区別が外見だけでは難しい。

## 生態など
典型的な垂直円網を作る。クモは網の中心に頭を下に向けて定位する。昼間もこの位置に居続ける。足は大きく広げ、前二脚と後ろ二脚をそれぞれ沿わせるように広げる。刺激を受けると網を揺さぶる行動を取るものが多い。
また、この属のクモは網に隠れ帯をつける例が多い。特に目立つのは歩脚を伸ばす四方向に、それに合わせるようにジグザクの隠れ帯をつける型である。外から見ると、X字状の形になる。日本の種ではこの型か、その四本のうち一つか二つを省略した型のものが多い。これに対してナガコガネグモでは足の構えはほぼ同じだが、体軸に沿った垂直方向に縦長のものを着けることが多い。また、幼虫ではジグザグなものを円盤状の形に広げた型を付けることが多い。

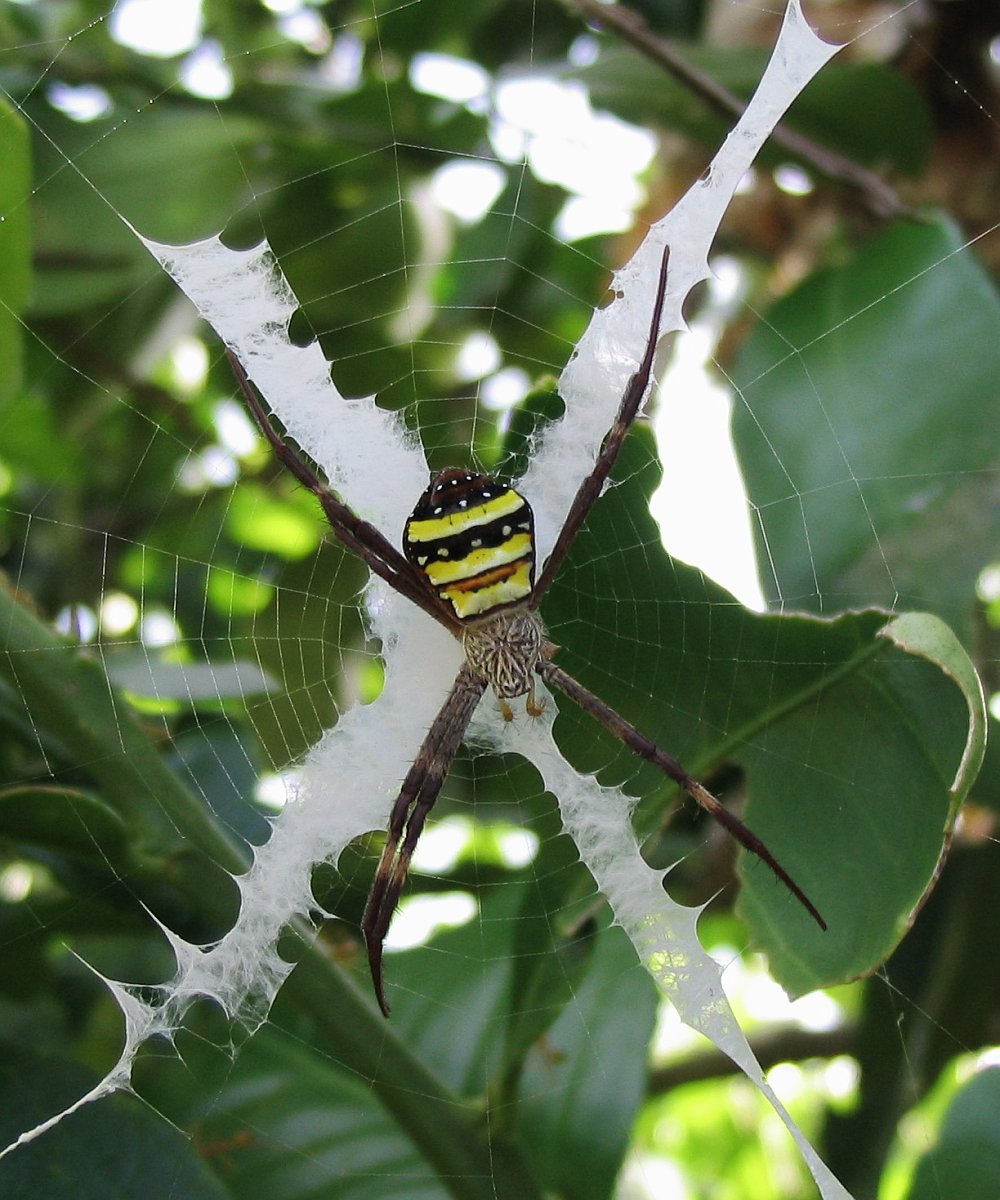
A. keyserlingi（オーストラリア）のＸ字型隠れ帯

雄は雌の網を訪れ、網の糸を弾いて雌との交渉を試みる。雌は卵嚢に産卵する。卵嚢は二枚のシートに卵を挟んだ形で、シートの周辺は多角形になる。なお、ナガコガネグモではシートの片方が大きく膨らんで見かけは壺状になる。
山林に生息するものも多いが、人家周辺によく出現するものも多い。日本では一種を除いて日向や草地にもよく現れ、畑地や水田周辺、さらに人家の軒先にも網を張る。ナガコガネグモは日本の水田ではドヨウオニグモ、ヤサガタアシナガグモと並んでよく眼にする造網性のクモである。

### 日光との関係
コガネグモ類は明るいところで昼間も網の真ん中にいるものが多い。これはクモとしてはそれほど普通ではない。当然日差しはクモの体温に直接に影響する。そういった中で、ある種のコガネグモについて、季節によって網の張る向きを調整し、夏には光の反射が大きい背中を、冬には吸熱のいい腹面を日差しに向けるとか、さらに冬にはこしき（網の中心の糸を折り重ねたような部分）を切り取って直射を腹に当てるようにする行動が知られている。

## 人間との関わり
人家周辺に数の多いクモであるから、害虫を捕らえていることは確かである。ナガコガネグモは水田での害虫をよく捕らえているのが見られる。
しかし、それ以上によく見かける目立つ虫として、それなりに親しまれている。日本ではジョロウグモと混同され、コガネグモをジョロウグモと呼ぶ地域もある。
また、子供の遊びにも関わりが深く、かつて蝉やトンボなどを捕らえるのに、柄と枠だけを用意し、その枠にクモの網を引っかけて網とし、それを使う、という方法があり、そのためにはコガネグモの網がよく用いられた。また、クモ同士を闘わせる遊びは往々にクモ合戦と呼ばれ、これにもコガネグモはよく使われた。現在の高知や鹿児島で町おこしの一環にこれを行事として行っている地域があるが、そこではいずれもコガネグモが使われている。これについてはこの項も参照のこと。

### 呼び名について
この類は人々に馴染まれているために、一般の人が名付けた通名が各地にある。日本のコガネグモでは湯原は別名としてサンバソグモ、ヨコブリグモをあげるとともに、子供達は勝手にチンダイグモ、ヘイタイグモ等と呼んでおもちゃにする旨を記している。
水田に多いナガコガネグモのことを高知では『稲牛若』という由。

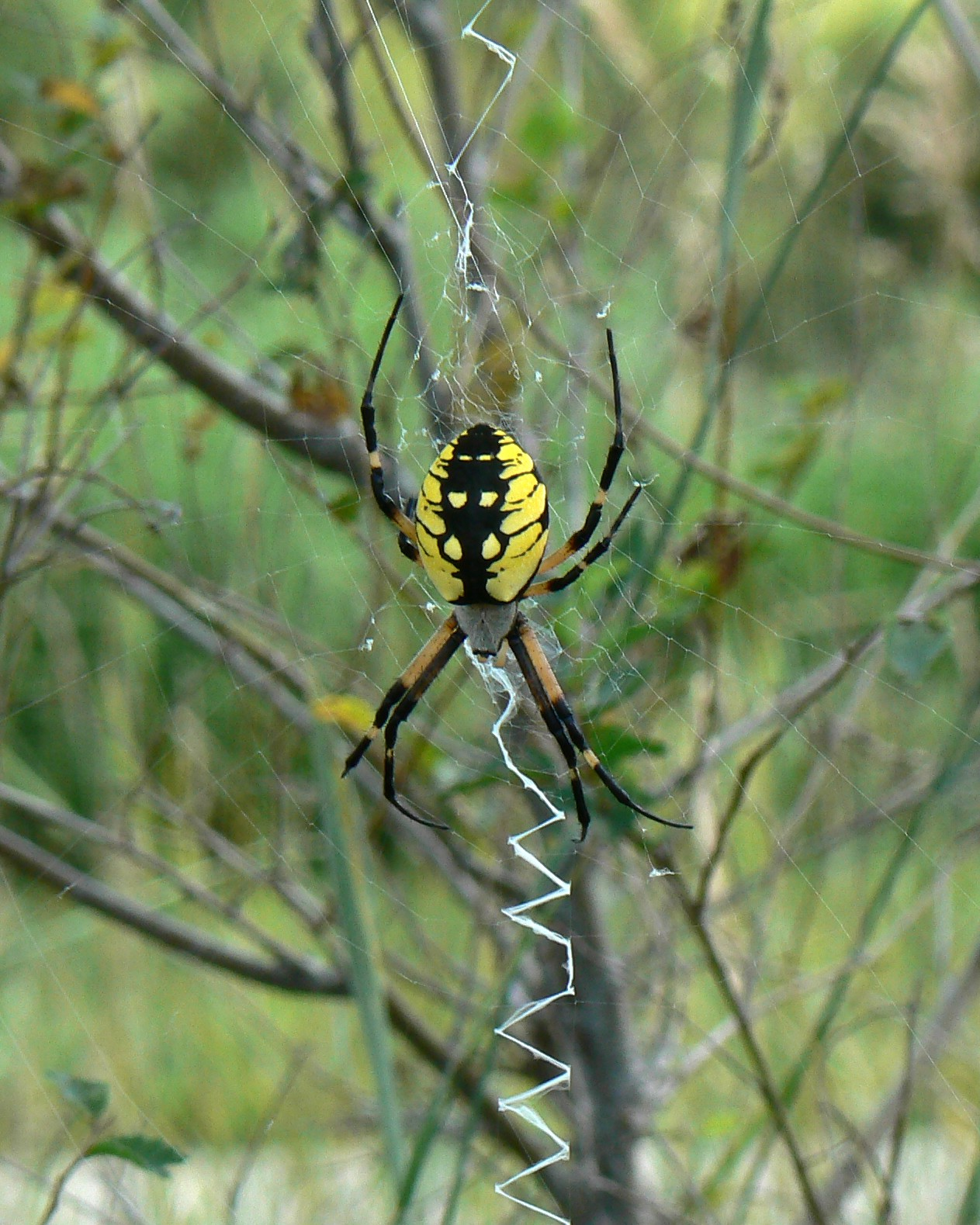
キマダラコガネグモ

北アメリカではキマダラコガネグモ A. aurantia がもっとも普通なクモの一つで、 black and yellow garden spider、corn spider、writing spider と呼ばれてよく知られている。最後の名は隠れ帯が書き文字に似ていることによる。ヨーロッパではナガコガネグモがイギリス南岸からヨーロッパ本土でよく知られ、英語名は wasp spider である。オーストラリアでは A. keyserlingi と A. aetherea がSt. Andrew's Cross spider の名で呼ばれる。これは、これらのクモが網の中心にその足を四方に伸ばして止まり、それに合わせるように網に隠れ帯を取り付けるのを十字架に見立てたものである。
沖縄ではナガマルコガネグモをエーキクーバーと呼び、クーバーがクモのことである。

## 分類
近年の判断では、この属はスズミグモ属と姉妹群の関係にあるとされる。
世界に約80種、日本には7種が分布する。そのうちナガコガネグモは旧北区系でヨーロッパと共通、それ以外の6種は周辺のアジアから、一部はより南の地域に分布するものである。
以下に日本に産するもののみを挙げる。それ以外の種についてはこの項を参照のこと。
- A. bruennichi (Scopoli) ナガコガネグモ
- A. aemula (Walckaer) ナガマルコガネグモ
- A. aetheroides Yin et al. ムシバミコガネグモ
- A. amoena L. Koch コガネグモ
- A. boesenbergii Levi チュウガタコガネグモ
- A. minuta Karsch コガタコガネグモ
- A. ocula Fox オオスミコガネグモ